# Букеевская Орда
Буке́евская Орда́ (каз. Бөкей Ордасы, بوكەي ورداسى; или Внутренняя Орда, Внутренняя Кирги́зская орда́, Букеевская орда) — казахское полуавтономное государственное образование и ханство в составе Российской империи, существовавшее в 1801—1845 годах в междуречье Урала и Волги, созданное по решению императора Всероссийского Павла I, который в 1801 году дал своё соизволение пяти тысячам семей из Младшего жуза переселиться из-за реки Урал на российские земли (ранее эта территория принадлежала вассальному России Калмыцкому ханству упразднённому в 1771 году). Административно входило в Астраханскую губернию. В современной Республике Казахстан во всех книгах чаще используется наименование «Бокеевская орда», так как данное написание ближе к казахскому наименованию каз. Бөкей Ордасы.
Названа в честь первого хана-основателя Орды Букея.

## История

### Период до переселения казахов
Междуречье рек Яика (Урала) и Волги с XV века было частью Ногайской Орды. В 1628−1630 годах калмыки во главе с Хо-Урлюком напали на Большую Ногайскую Орду и заняли всё междуречье Волги и Яика. В середине 1650-х годов русский царь Алексей Михайлович закрепил степные пространства Поволжья в качестве кочевий калмыков, Калмыцкое ханство, в свою очередь, стало нести военную службу русскому царю и отказалось от контактов с Крымским ханством и его союзниками на Северном Кавказе. В составе Калмыцкого ханства земли между Волгой и Уралом оставались до 1771 года, когда в результате Торгутского побега калмыки, вопреки воле императрицы Екатерины II, покинули российские земли и откочевали в Китай. Обширные пространства, покинутые калмыками, опустели, лишь вдоль правого берега Урала были земли Яицкого казачьего войска, а в нижнем течении Волги было Астраханское казачье войско.
В то же время в конце XVIII столетия в Казахской степи между султанами шли жестокие распри из-за ханского достоинства. Один из младших сыновей Нуралы, избранного в 1748 году в ханы Младшего жуза, — Букей, не видя возможности достигнуть ханского сана, по совету командира астраханского казачьего полка Попова обратился в 1799 году к российскому правительству с просьбой разрешить ему и его людям, перекочёвку в степи между Уралом и Волгой, оставшиеся безлюдными после исхода заволжских калмыков из Российской в Цинскую империю в 1771 году.

### Период ханской власти
Получив в 1801 году разрешение императора Павла I, в Приволжскую степь перекочевали казахи во главе с Букеем в количестве 5000 кибиток, около 22 775 человек обоего пола; а затем прикочевало ещё 1265 кибиток с 8333 казахами, завершив, таким образом, последнее переселение народов в Европу из Азии. Перекочевавшие с Букеем казахи принадлежали, главным образом, к 12 родам баюлинского племени, 3 родам семиродского племени и одному роду алимутинского племени. По мнению Харузина, уже на почве Букеевской орды возникли ещё четыре рода. Кроме того, в орде имелось небольшое число так называемых каракалпаков, кибиток до 80 в Таловской и Торгунской частях, и пришельцев, принадлежащих к разным национальностям: татар, бухарцев, хивинцев, кроме русских и армян. В 1806 году было разъяснено, что казахам Букея дозволяется кочевать от реки Урала до горы Богдо и от неё через Чапчачи до моря, не касаясь мест калмыцких перекочёвок (имелась в виду территория на левом берегу Волго-Ахтубинской поймы, которая представляла собой летние пастбища калмыков, которые остальную часть года обитали на правом берегу поймы), и, что земли эти не отводятся им в удел, «доколе они на сей стороне Урала во всегдашнем требовании не остепенятся». В 1828 году вследствие усилившегося перехода казахов из-за Урала дальнейшая перекочёвка была воспрещена из-за недостатка удобных земель.
В 1812 году Букей возведён в ханы Киргиз-Кайсацкой меньшей орды; он умер в 1815 году, оставив трёх малолетних сыновей, из которых Джангер (Джангер Букеев Чингизханов) управлял ордой в звании хана по 1845 год; с 1828 года при хане был учреждён совет из 12 биев.
В административном отношении Внутренняя орда первоначально была подчинена астраханскому генерал-губернатору, с 1808 года управление вновь было передано Оренбургской Пограничной комиссии.

### Реформы Джангера

Памятник Джангер-хану перед Аграрно-техническим университетом в Уральске

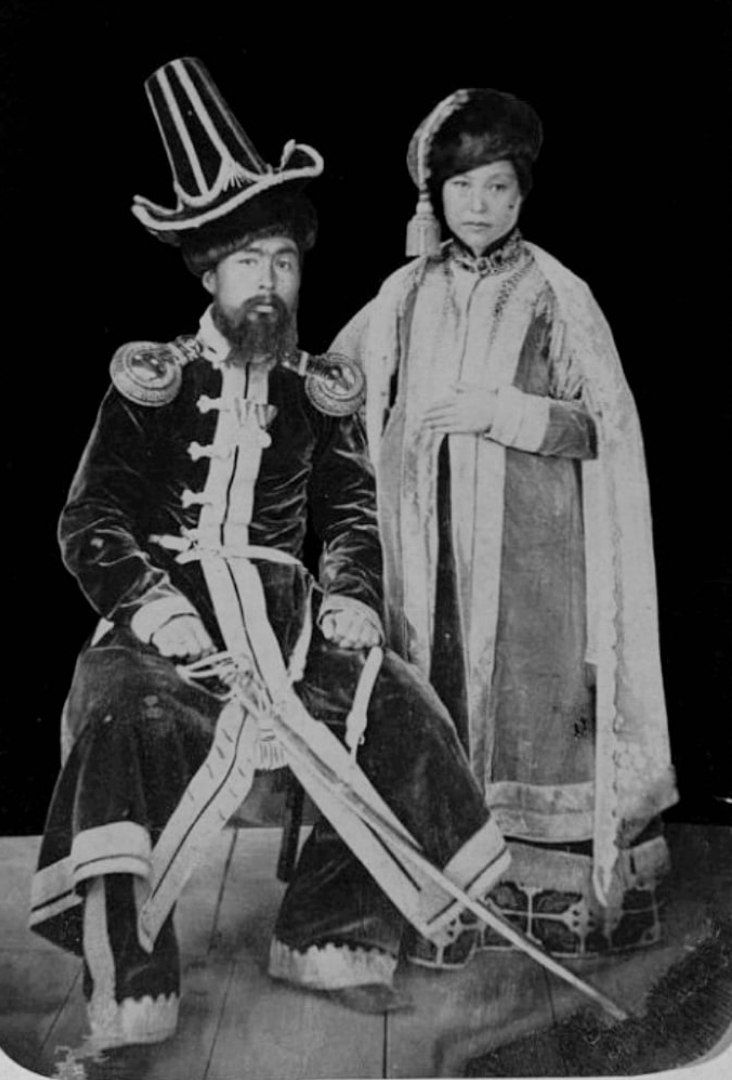
Возможное фото Джангера вместе с женой Фатимой

Джангер, как человек, перенявший некоторые привычки и вкусы русского дворянства, был грамотным и образованным человеком, и по становлению ханом Букеевской Орды начинает её немедленно реформировать.
Грамотой Александра I в 1823 году Джангер был официально признан ханом Букеевской Орды. В 1824 году прошла церемония по возведению его в ханское достоинство. К 1827 начал реформу бюрократического аппарата — был создан Ханский совет, в который от каждого большого рода избиралось по старшине. В 1820—1830-х годах он проводил кампанию по централизации своей власти и созданию властных структур. Власть султанов была ограничена, теперь они избирались непосредственно ханом, в конце правления практически все султаны избраны самим Джангером. Он сам назначал старшин глав отделений родов. Джангер по своей воле определял полномочия старшин и султанов по охране порядка, сбору налогов и содействию торговле.
При нём была организована система так называемых «есаулов» — людей для специальных поручений, и «базарных султанов» — следивших за порядком там, где проводилась постоянная торговля. Джангер создал специальную канцелярию с двумя отделами: татарским и русским. Первый предназначался для внутренних дел, а второй — для отношений с властями России.
Поощрялся переход казахов на оседлый образ жизни — создание хуторов, скашивание, развитие местных пород скота, привоз сельскохозяйственного инвентаря, лесопроизводство. По инициативе Джангера были образованы первые постоянные населённые пункты на территории Орды: в 1827 году основано поселение Ханская Ставка (столица Орды с января 1828 года), а в 1841 году — летняя ставка хана Торгун-Кала. В ханстве поддерживалась меновая торговля и торговое предпринимательство. С 1833 года в Ханской Ставке проходила крупная ежегодная ярмарка, в которой участвовали и русские купцы. Эта ярмарка способствовала торговым и экономическим связям между казахами Букеевской Орды и другими европейскими регионами России.
Джангер выделял значительные средства на реформу образования в Орде, в 1841 году в Ханской Ставке им была открыта светская общеобразовательная школа для детей казахов. Вместе с этим хан активно поддерживал в своем ханстве ислам: в аулах им были построены мектебы, а в Ханской Ставке — медресе.
Лучшие пастбищные земли Джангер раздавал в семейное владение казахской знати, что вызвало огромное недовольство по всей Букеевской Орде. Такая политика Джангера привела в 1836−1837 годах к народному восстанию под руководством Исатая Тайманова и Махамбета Утемисова. Основной причиной восстания было обнищание большой массы казахов и других этнических групп (шаруа) в результате отсутствия достаточного количества пастбищ. Джангер подавил восстание с помощью русских войск.

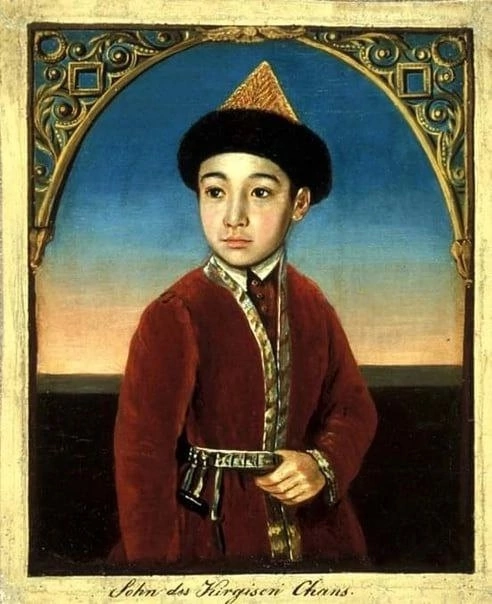
Картина, подписанная как «Сын Киргизского хана», 1844 год. Хранится в Музее Европейской Культуры в Берлине, Германия

Осенью 1845 года, уже после смерти Джангера, ханская власть в Букеевской Орде была упразднена, и вместо неё краем до 1917 года управлял временный совет, первым председателем которого стал Адил Букеев.

## В составе России

### Период пребывания в составе Оренбургской губернии
После смерти Джангера был учреждён Временный совет по управлению Внутренней Киргизской ордой, состоявший, под председательством одного из потомков хана, из 3-х советников (1-го от министерства государственного имущества и 2-х от орды), под главным начальством Оренбургского военного губернатора и оренбургской пограничной комиссии. В 1853 году одним из советников Временного совета по управлению Внутренней Киргизской ордой был назначен Михаил Игнатьевич Иванин, который позже стал управляющим этой ордой. Его энергичное и деятельное управление принесло орде много пользы, но вскоре он был отозван на Кавказ, где начались военные действия.

### Период пребывания в составе Астраханской губернии

Букеевская орда в составе Астраханской губернии

С 1876 года Букеевская Орда вошла в пределы Астраханской губернии, с подчинением Временного совета губернатору и губернскому правлению на тех же самых основаниях, на каких оно подчинялось оренбургскому генерал-губернатору; а передача орды в судебном отношении в ведение астраханской палаты произошла в 1879 году, причём маловажные проступки по-прежнему разбираются советом, решения которого считаются окончательными и не подлежат ни апелляции, ни кассации. Во Временный совет, со смерти первого председателя-казаха, были назначаемы русские чиновники, а затем к двум казахским советникам назначаемы были два советника из русских. Родами управляли первоначально султаны, а отделениями (талфа) и подотделениями (атавалас) старшины, число которых в 1862 году доходило до 179. Далее Букеевская Орда была в административном отношении разделена на 7 частей, из которых 1-й и 2-й приморские округа образованы в 1855 году, а затем для удобства управления и остальная часть орды была разделена на 5 участков, управление которыми вверяется правителям из султанов по выбору совета, утверждённым в должности губернатором. Число старшинств уменьшено до 85; старшины первоначально назначались советом, а затем стали избираться на сходах. Впоследствии представители разных родов откочевали по всей степи, а потому и старшинств, которые состояли бы из одного какого-либо рода, очень немного; это произошло оттого, что деление на старшинства чисто административное, и на перечисление казахов из одного старшинства в другое не обращалось никакого внимания.

### История советского периода
В 1920 году территория Букеевской орды (Букеевская губерния) вошла в состав новообразованной Киргизской АССР в составе РСФСР. Вследствие ликвидации губерний (1928) территория упразднённой Букеевской губернии включена в состав Уральской области бывшей Киргизской АССР, к тому времени уже переименованной в Казакскую АССР, в качестве Урдинского района, а с 1936 года выведена из состава России вместе с Казахской ССР.
В ауле Жаскус Урдинского района родилась Маншук Маметова, Герой Советского Союза, пулемётчица, погибшая 16 декабря 1943 года у города Невеля.
После войны земли Урдинского района были вовлечены в деятельность ракетного полигона Капустин Яр. На землях бывшей Букеевской орды испытывались различные типы ракетного вооружения, падали отработавшие части ракет, проводились испытания ядерного оружия, в частности в 1950-х — 1960-х годах проводились испытания зенитных ракет с ядерными боевыми частями. При этом подрывы ядерных зарядов проводились на высотах в 10-20 километров.
В советский период все сведения об истории Букеевской орды сводились лишь к отрицательной оценке деятельности Джангир-хана по распределению земель между феодальной верхушкой, приведшей к восстанию казахской бедноты в 1836—1838 годах под руководством Исатая Тайманова и Махамбета Утемисова. При этом сведения о роли Джангир-хана в деле народного образования, организации первых учреждений светского образования в отличие от доминировавшего ранее лишь религиозного, организации первых исторических архивов, сбора неплохой библиотеки арабских документов со сведениями о казахских степях не упоминались вовсе.
В период независимости перекосы в исторических описаниях по большей части устранены, фигурам Джангир-хана и Махамбета придан равный вес, имя Джангир-хана присвоено Западно-Казахстанскому аграрно-техническому университету в Уральске, перед входом в главное здание установлен его памятник.

## Правители Букеевской Орды
- хан Букей (1801/1812—1815)
- хан Шигай (1815—1823)
- хан Джангер (1823—1845)

Временный совет по управлению Внутренней Киргизской Ордой
Первый председатель: 

Адил султан (1845—1854)

Члены совета:
- султан Мендикерей Бокейханов
- султан Чука Нуралиев
- С. И. Матвеев (из Министерства государственных имуществ Российской империи)

## Географическое положение

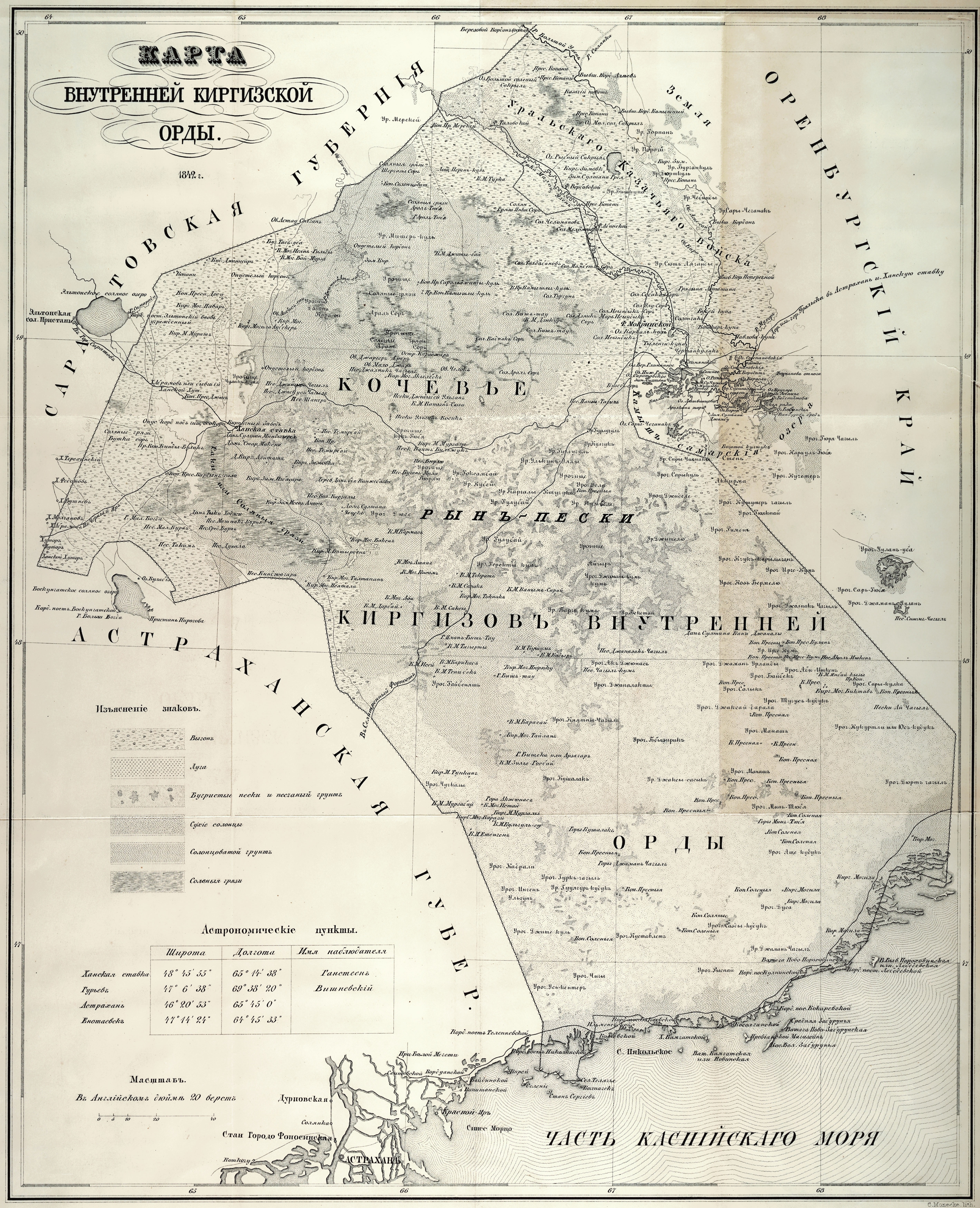
Карта Внутренней Киргизской Орды 1842

Рын-пески — сочетание колков из тополя и осины и песчаных бугров, вблизи пос. Урда барханы сдерживает искусственно насаженный ещё в конце XIX века сосновый лес; в настоящее время сосна спонтанно высеялась в местности с востока смежные с лесопосадкой.

Находилась в Астраханском крае, на левом берегу Волги. Граничила к северу с Самарской губернией, к востоку — Уральскою областью, к югу — Каспийским морем, а к западу — Царевским, Енотаевским и Красноярским уездами Астраханской губернии. Занимаемое Ордой пространство определялось Стрельбицким в 80 967,5 квадратных верст, или 92 144,5 км², a по сведениям астраханского межевого отделения в 68 205 квадратных в., или 7 106 967 десятин; из этого числа удобной земли 6 563 959 десятин, то есть годной под пашни и для сенокоса 1 019 473 десятин и под пастбища 5 544 486 десятин, а совершенно неудобной 543 008 десятин.
Местность представляет низменную песчано-глинистую степь, сливающуюся с необозримыми степями. Наиболее возвышенная её часть представляет несколько бугристую поверхность, покатую от берегов Волги к востоку и с севера к югу переходящую в более песчаную низменную равнину. Песчано-глинистая почва в более низких местах изобилует хорошими сенокосами (лиманами) и годна к обработке, но местами до того рыхла, что легко образует сыпучие пески, район которых год от года увеличивается, засыпая пастбища и пашни и образуя ряды песчаных бугров (барханов); этими переносными песками засыпана Ханская ставка. В наиболее северных частях, а именно в Торгунской, Таловской, Камыш-Самарской и отчасти Калмыцкой, встречается местами чернозём; в южных частях орды преобладает песок; но между песчаными буграми, представляющими разнообразные формы в своих очертаниях, залегают низменные пространства в 14 вёрст и более ширины, покрытые хорошею растительностью из аржанца (Triticum cristatum) и других степных злаков. Бугры лишены совершенно растительности, по мере приближения к берегам Каспийского моря сглаживаются и из обыкновенных сыпучих песков переходят в жёлтые, бесплодные солончаковые низины; в юго-западной части степи появляются Бэровские бугры. В северной части орды встречаются разбросанные, то в одиночку, то группами, курганы; между последними всегда один выдаётся по своей величине, представляя собой центр. Наибольшие имеют до 33 саженей в окружности, поперечник с дугою не превышает 13 саженей. Эти курганы, как показали раскопки, представляют могилы, в которых, кроме костей, найдены были вещи простого изделия, а в некоторых в небольшом количестве глазированные кирпичи.
Гор в степи нет, за исключением небольшой возвышенности, носящей название М. Богдо, в 96 фут., где до 1865 года существовала оброчная статья — ломки известнякового камня, — и ещё менее возвышенных холмов Бисчихо, Арзагара и др. Степь очень бедна водою; только в северо-восточной её части текут две незначительные речки: Малый Узень и Горькая речка (Ащи-Узен). Первая течёт сначала по границе с Новоузенским уездом и, входя в пределы орды у Конькова моста (ур. Миялы), поворачивает на юго-восток, прорезывает Таловскую часть на протяжении 80 вёрст и затем, войдя в Камыш-Самарскую часть, впадает в Камыш-Самарские озера; ширина речки от 5 до 20 саженей. Горькая речка, начавшись у Самарской границы, течёт на юго-восток и служит естественной границей между Торгунскою и Таловскою частями, на протяжении 120 вёрст; вливается в соляное озеро — Арал-сор. Вода в этих речках только местами пресная, находясь в зависимости от почвы местности, по которой протекает; в весеннее время, при обилии снегов, речки сильно разливаются; летом же пересыхают. Кроме того, на юго-западе Торгунской части находится овраг Бульдургенди (Бюльдергенди), в нескольких вёрстах от Ханской Ставки, в котором вешняя вода задерживается плотиною; к югу этот овраг суживается, и по нем бежит Горькая речка; далее овраг переходит в солёные грязи — Улан-Хаки, имеющие до 20 верст ширины и до 75 в. длины; летом Хаки местами пересыхает, так что является возможность переехать через них. В южной части степи наиболее известны по величине грязи, под названием Кызылхаки. В степи имеется немало соленых озёр, каковы, например: в Таловской части — Большое и Малое Сакрыл, с которых добывается ныне соль; в 1-м приморском округе — Чулан, из которого ранее добывалась соль; во 2-м округе — Баш-Чоко; в Калмыцкой части — Батырбек; последнее славится хорошим качеством своей соли, но ныне не разрабатывается. Кроме того, между горами Биштау находится горько-солёный источник — Ассетюбе, или Айсысар, с сернистым запахом и с температурою в 3 °C, славящийся своими целебными свойствами. Из пресных озёр наиболее заслуживают внимания Камыш-Самарское, состоящее из множества небольших озёр, соединённых неглубокими протоками, сдаваемое в аренду для рыбной ловли осенью и зимой, и лежащее в 6 верстах от Ханской Ставки озеро Чулак-Копа, заросшее камышом. Недостаток в степи проточной воды заставляет киргизов прибегать к добыванию подпочвенной, а потому колодцев (худуков) в степи много и они нередко довольно глубоки.

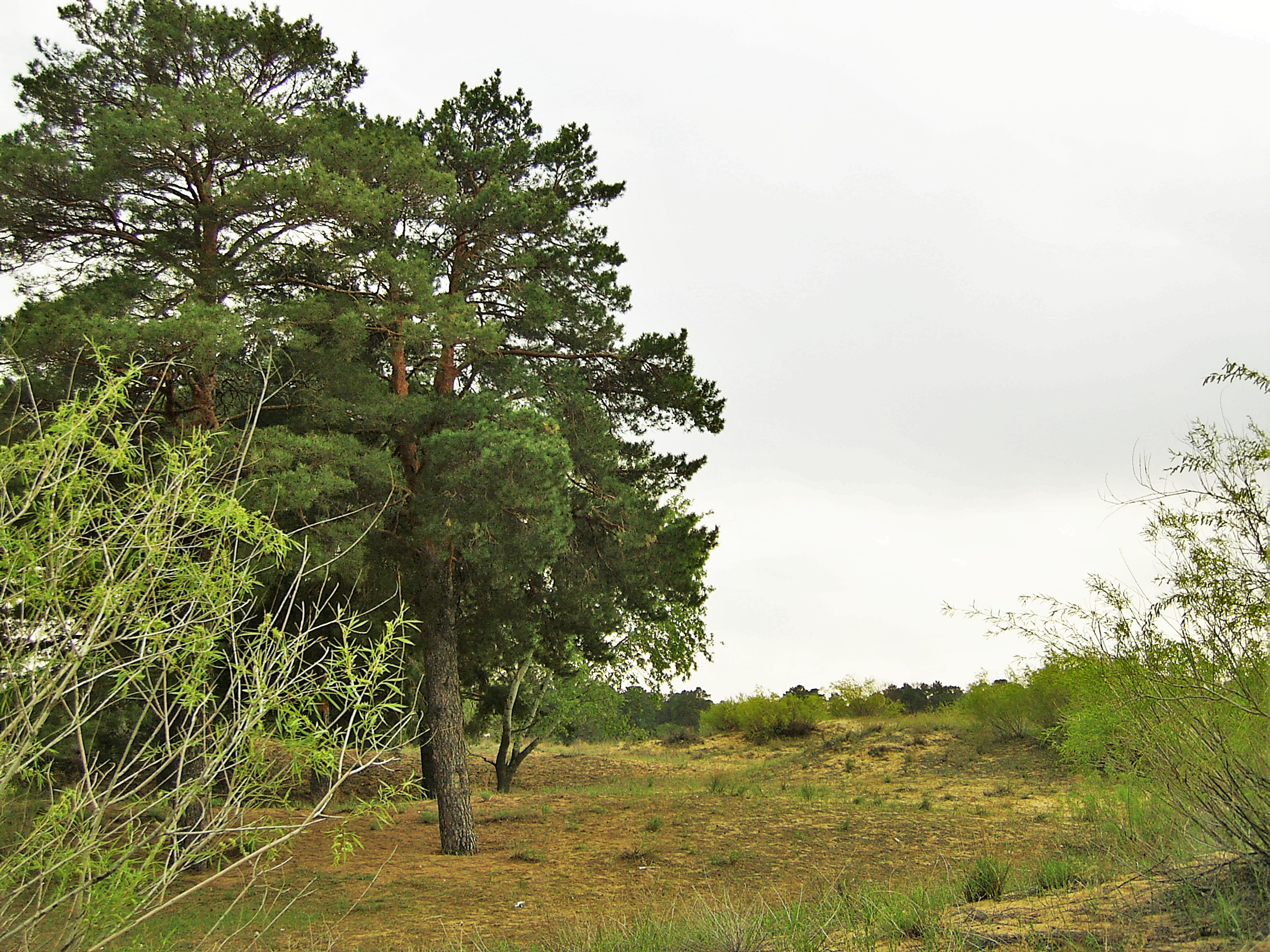
Сосны в Рын-песках

Растительностью степь крайне бедна. Лесов в орде почти нет. Местами, среди песков, с подпочвой глинистой или суглинистой, куртинами, величиною от 0,01 до 2,09 десятин, встречаются деревья, в возрасте от 20 до 45 лет — серебристый тополь, осина, на десятину приходится не более 90 деревьев. Эти лесные насаждения находятся более у Ханской Ставки, занимая пространство вёрст до 20 в длину и до 7 вёрст в ширину. Для сохранения этого леса образовано особое лесничество и имелась для надзора особая стража. Климат в степи континентальный — зимою сухой, летом жары доходят до 45 °C, а морозы до 36 °C. Годовое количество выпадающих осадков в Ханской Ставке — 262,0 мм; число дней с осадками 92, и они наиболее часты в январе, количество же выпадающей влаги самое большое — летом.

## Население
В административном отношении Букеевская Орда была разделена на 7 частей, из которых каждая делилась на старшинства. Переписей казахского населения в орде не производилось, а потому точная численность населения неизвестна; обыкновенно полагается по 5 человек на кибитку. По официальным цифровым статистическим данным за 1890 год в орде числилось:
- Старшинств — 85
- Пространство — 66 919 квадратных верст.
- Число кибиток — 46 214
- Мужчин — 122 868
- Женщин — 93 982
- Всего человек — 216 850

По результатам первой всероссийской переписи 1897 года в Букеевской орде было 214 796 жителей, из которых было 207 299 казахов, 5 696 татар и 1 647 русских. В столице края городе Ханская Ставка было 2564 жителей, в том числе 1378 казахов, 685 татар, 416 русских, 66 украинцев.
Плотность казахского населения равнялась 0,67 кибит., или 3,4 чел. на одну кв. версту. Казахи кочевали только летом, зиму они проводили в землянках или в домах. Деревянных домов в степи насчитывалось 23, а из сырцового кирпича и землянок — более 30 000; зимовья казахов не похожи на русские деревни, а представляют разбросанный вид. Некоторые урочища насчитывают, как, напр., Сунали, в Торгунской части, до 2000 д. об. п. В орде имелись только следующие постоянные поселения: Ханская Ставка (ныне — пос. Урда), или Рын-Пески, Новая-Казанка, Таловка и небольшой посёлок у Каспийского моря, близ Джамбая, возле зимовки Бекмухамедова.

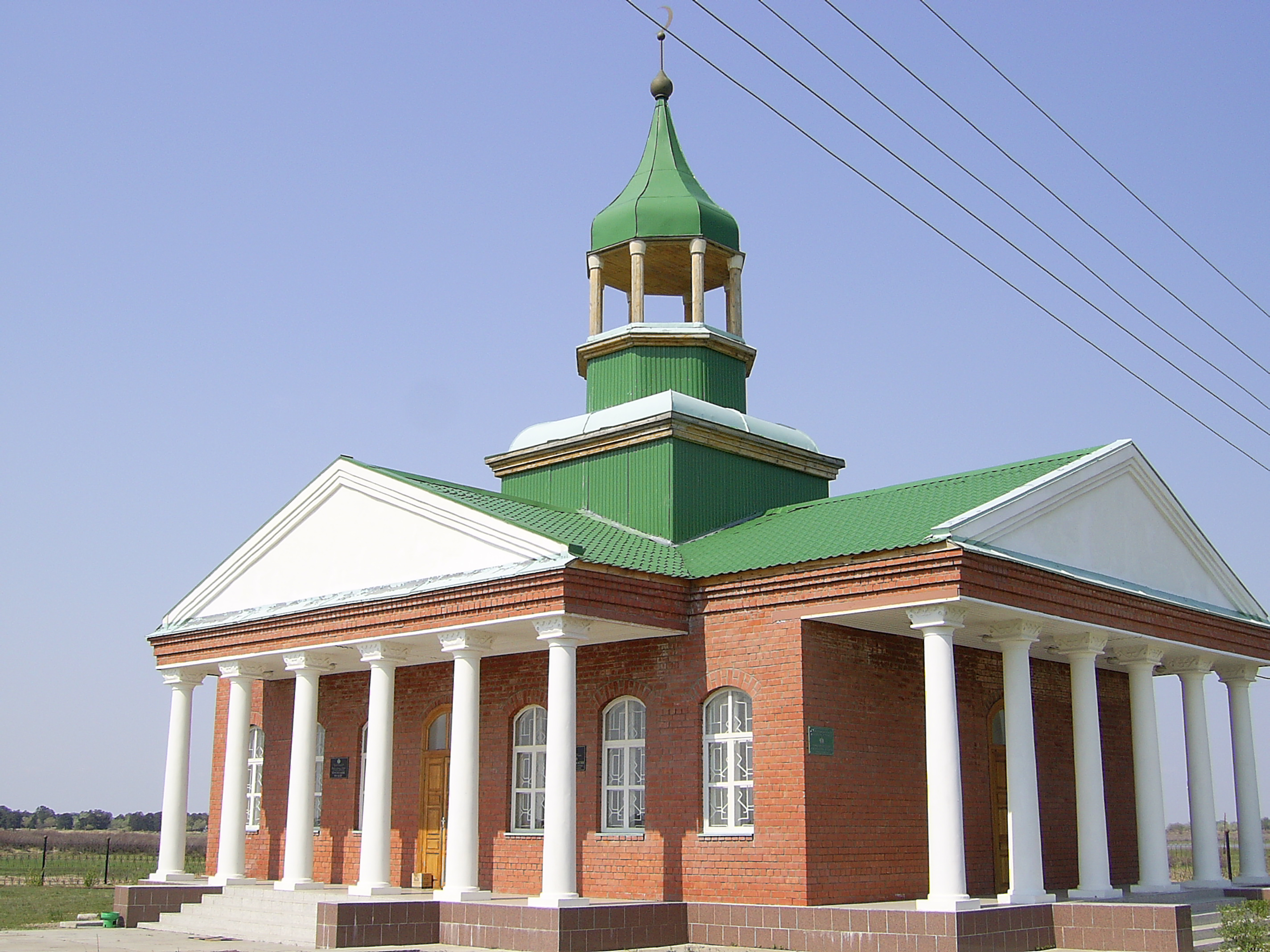
Здание мечети в пос. Урда (б. Ханская Ставка)

Наибольшее из поселений: Ханская Ставка (ныне посёлок Урда Бокейординского района Западно-Казахстанской области)— лежит под 48°44' сев. шир. и 47°28' в. д. (от Гринвича), 30 метров над уровнем моря, в 113 верстах от берегов Волги к востоку; в ней насчитывается до 185 деревянных домов и 290 домов из сырцового кирпича и землянок; жителей 1242 душ (707 мужского и 535 женского пола), в том числе 867 казахов (198 мужского и 169 женского пола), татар 547 (323 мужского и 224 женского пола); в ставке имеются: деревянная православная церковь, освящённая в 1869 году; мечеть, построенная, взамен разрушившейся, в 1888 году; присутственные места, больница, школы, казармы для казачьей команды, тюрьма и 170 торговых заведений. Основание Ставки относится к концу 1827 года, то есть ко времени постройки Ханом Джангером первого деревянного дома в Рын-Песках; но вначале развитие поселения шло туго, до 1832 года, то есть до времени разрешения производить в Ставке постоянную торговлю на ярмарочном праве. С увеличением населения и с уничтожением вблизи находившегося леса образовались вокруг Ставки сыпучие пески, которыми она окружена и отчасти засыпана, вследствие чего возбуждался неоднократно вопрос о её перенесении на новое место. Новая Казанка находится в 180 в. от Ставки, близ границы Уральской области; посёлок возник в 1871 году на месте бывшего Глининского форпоста, оставленного уральскими казаками, вследствие происшедшего разграничения земель.
С 1880 года Казанка становится заметным торговым пунктом в орде; в 1889 году считалось в посёлке 190 жилых и 106 нежилых зданий; население состоит из 916 душ (496 мужского и 420 женского пола), из которых русских 31, казахов 400 и татар 485. В посёлке имеется молитвенный дом, две участковые русско-казахские школы. Таловка образовалась на месте бывшего Таловского форпоста, в 120 верстах от Ханской Ставки; лежит на реке М. Узене; начала развиваться с 1885 года; в настоящее время посёлок имеет 91 жилое и 21 нежилое здание, молитвенный дом, русско-казахскую школу; жителей 586 душ (305 мужского и 281 женского пола); русских 49, казахов 339 и татар 198.
Казахи исповедуют ислам; они принадлежат к очень распространённому и многочисленному в Азии народу тюрко-татарского происхождения. В образе жизни и обычаях букеевцы имеют много общего с зауральскими киргизами (Казахи). О них Харузин говорит: «На что бы мы ни взглянули — на религию ли, семью, сословность, родовое устройство, игры, песни и т. д., повсюду мы видим упадок старинного быта, лишь пережигание старого».

## Сведения об экономике
Главное богатство казаха составляет скот, который доставляет ему всё необходимое для жизненной обстановки, а потому скотоводство представляло в орде почти исключительное занятие; по количеству скота платили и подати, для чего через каждые 2—3 года делался перечёт скота и исчисление подати; причём с верблюда и лошади положена была плата по 28 копеек, с рогатого скота по 14 копеек, с баранов и коз по 4 копеек с головы; на 3-летие с 1889—1891 годов исчислено ежегодной подати по 176 416 рублей, что составляет по 3 рублей 85 копеек с кибитки. Количество скота в 1889 году показано в 1 872 298 голов, а именно: верблюдов 87 708, лошадей 198 236, рогатого скота 329 609, овец и коз 1 256 745; средним числом в орде приходится на кибитку по 40,7 голов скота. Наиболее богатыми являются казахи Нарынской части, в которой на кибитку падает по 48 голов и Калмыцкая по 46,8 голов; в наиболее бедных скотом округах приходится на кибитку по 35,5 голов. Верблюды разводятся более в южной части орды, преимущественно двугорбые (Camelus Bactrianus); кроме молока, они дают хозяину шерсть, пух и кожу, составляющие предмет сбыта.
Казахские лошади отличаются крепостью и выносливостью; они невелики, но резвы; некоторые букеевцы имеют прекрасную среднеазиатскую породу аргамаков; лошади дают молоко, мясо, сало и кожи. Рогатый скот малорослый и малотельный; овцы курдючной породы очень жирны, шерсть у них груба, служит для выделки кошм; козы дают молоко и пух, из которого приготовляются платки. Уход за скотом плохой: круглый год он находится под открытым небом, пользуясь скудным подножным кормом и нередко дурного качества водою; зимою часто гибнет от недостатка корма, гололедицы и снежных вьюг; так, в 1827 году пало в степи до 1000 верблюдов, 28 000 лошадей, 73 000 рогатого скота и до миллиона овец, а в зиму 1849 года пало до 400 000 разного рода скота. Но кроме дурного ухода за скотом развитию скотоводства препятствует недостаток земельных наделов вследствие увеличения населения, а в особенности от неправильного распределения земельных угодий. Земли раздавались ханом Джангером родам, отделениям и лицам, безо всяких правил, так что многие казахи совсем оставались без участков и вынуждены для своих кочёвок снимать в аренду земли у калмыков или у частных владельцев. От разрешения земельного вопроса в орде зависело благосостояние букеевцев. Хотя в северной части орды имеется немало мест, годных для хлебопашества, но казахи предпочитали сдавать эти места в аренду крестьянам, сами они очень редко занимались хлебопашеством; так, в 1889 году в орде посеяно было всего 10 083 пудов, преимущественно пшеницы и ржи, а собрано 80 191 пудов. Попытки завести в степи огородничество не увенчались успехом; так же мало привилось и садоводство; впрочем, фруктовые сады имеются близ озера Тургая (до 400 деревьев яблочных), небольшие сады у мечети на урочище Харахай и при Таловской участковой школе. Казахи занимались также и рыболовством, в особенности в приморских округах, где во 2-м округе нанималось на промыслы до 4200 человек и в 1889 году снималось казахами 105 участков на береговой полосе под ватаги и производился ими вольный лов в чернях, для чего взято было 304 билета. В Камыш-Самарском озере, сдаваемом в аренду, занимается ловом 18 хозяев, имевших до 279 работников. Из Нарынской части уходит весною на рыбные промыслы более 750 человек. Кроме того, нанимались для выволочки соли на Баскунчакское озеро; в 1889 работало на нём до 1700 человек. Развивался извозный промысел в последние годы, отправляясь с верблюдами в телегах в Астрахань, брали для доставки в Царицын рыбу; в с. Балаково возили пшеницу, а оттуда в села Новоузенского уезда — лес; из Казанки перевозили грузы до Новоузенска, Саратова или Гурьева; из одной только Калмыцкой части в 1889 году выехало более 1700 подвод. Заводской промышленности в орде не существует, если не считать имеющегося единственного в Ханской ставке небольшого кожевенного завода. Торговля в орде производится главным образом на двух ярмарках при Ахунском хуторе, в 35 верстах от Ханской ставки, кроме того, в трёх посёлках и в небольшом числе подвижных лавок в степи, в 2-х приморских округах. К двум ярмаркам — весенней с 9—21 мая, осенней с 14—25 сентября, с 1891 г. разрешена третья ярмарка с 15—21 декабря. Казахи продавали скот и сырые продукты от скотоводства — кожи, шерсть, сало, а взамен приобретают чай, сахар, мануфактурные товары, хлеб, лес и проч., частью покупкою на наличные деньги, частью меною на свои произведения. Цены в 1889 году были следующие: лошади — от 20 до 80 рублей, верблюды от 35 до 50 рублей, бык — 27, корова — 17, бараны от 2 до 3 рубля; кожа верблюжья — 4 рубля, конская — 3 рубля, рогатого скота — до 3 рубля 50 копейки, козлиная — 70 копеек, овчина — 60 копеек; шерсть верблюжья — 6 рублей, овечья — 2 рубля 50 копеек за пуд. Из одной Ханской ставки в течение двух лет выпущено 380309 кож. По средней сложности за 8 лет (с 1852 по 1860 год) на ярмарке ежегодно продавалось: 380 верблюдов, 976 лошадей, 12490 рогатого скота, 63944 голов овец и коз; кож верблюжьих 773, лошадиных 4235, воловьих 6170, овчин 23089, козьих 2788, заячьих 493; шерсти верблюжьей и овечьей 17188 пудов, пуха козьего 886 пудов и соли 519 пуд. Обороты ярмарок 1888 года были следующие: на весеннюю привезено товаров на 617100, продано на 397800 рублей, а на осеннюю — привезено на 539685., продано на 348850 рублей. В последние два года торговля на ярмарках была значительно хуже вследствие стеснительных мер по случаю бывшей в распространением инфекционных заболеваний в Астраханской губернии. Помимо своих ярмарок скот ордынцами сбывался на ярмарках селений Астраханской губернии, в городе Астрахани, в Новоузенском уезде Самарской губернии и в Калмыковской крепости Уральской области.

## Образование

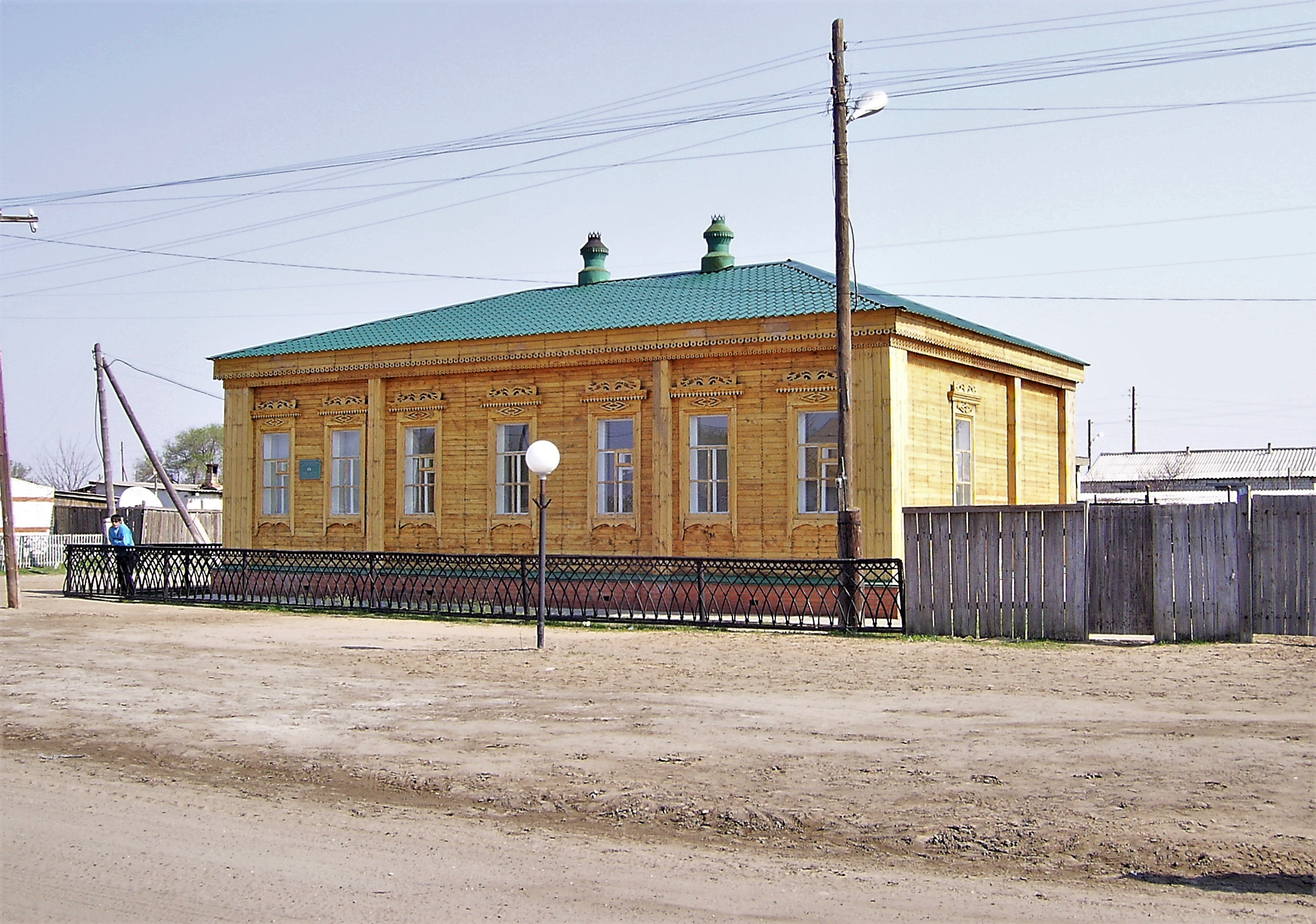
Первая русско-казахская школа в пос. Урда (быв. Ханская Ставка)

Народное образование в орде ограничивалось Двухклассным мужским училищем в Ханской ставке, в котором к 1890 году состояло 38 учащихся (православных 13, мусульман 25; кончило курс 3), Женским училищем (16 учащихся — 13 православных и 3 мусульман; кончили в курс 2) и шестью русско-казахскими участковыми школами, в которых было 127 учащихся (8 православных и 119 мусульман окончили курс 12).
В 1841 году открыта в орде первая Русско-казахская школа в Ханской ставке, преобразованная в 1879 в Двухклассное училище. В 1883 году открыто Женское одноклассное училище. В 1866 году разрешено учредить в степи 7 первоначальных школ грамотности, из которых первые открыты были в 1868 году. Сначала русско-казахские школы находились в ведении временного совета, затем в 1874 году они перешли в министерство народного просвещения, а с 1879 года поступили в ведение особого инспектора ордынских школ.
В орде имелись ещё мусульманские школы, находившиеся под управлением мулл и в 1883 году таких школ было 52, с 1262 учащимися мальчиками и 102 девочками.